# Gerteric Lindquist
Torsten Gert-Erik (Gerteric) Lindquist, född 30 oktober 1951, är en svensk företagsledare.
Gerteric Lindquist är son till smeden i Eskilsryds by i Nybro kommun, där han växte upp. Han utbildade sig till civilingenjör i maskinteknik på Chalmers tekniska högskola med examen 1974 och till civilekonom på Uppsala universitet. Han arbetade på det svenska handelskontoret i Kanada 1976–78 och därefter exportchef på Nibe i Markaryd 1978–81, trader på det tidigare oljehandelsföretaget Scandinavian Trading Company 1981–82 och exportchef på Assa Abloy 1983–87. Han har därefter från 1988 varit verkställande direktör för Nibe.
Gerteric Linquist är också en av Nibes största aktieägare och var 2015 en av Sveriges 156 miljardärer.
Han är gift med Carol Lindquist och bosatt utanför Markaryd.

## Utmärkelser
- H.M. Konungens medalj i guld av 12:e storleken (Kong:sGM12 2021) för betydande insatser inom svenskt näringsliv[2]
- Chalmersska Ingenjörsföreningens Gustaf Dalénmedaljen i guld (2018) Lindquist har genom ett hängivet och uthålligt ledarskap som VD för Nibe Industrier AB utvecklat företaget till en internationell värmeteknikkoncern som idag omfattar mer än 100 bolag över hela världen ... med ledstjärnorna idogt arbete, tydlig lönsamhetsdrivning av all verksamhet och en tydlig förväntans- och kravbild på alla som arbetar i företaget.[3]